# Кололі
Кололі (англ. Kololi) — курортне місто Гамбії, розташоване на узбережжі Атлантичного океану. 

## Клімат
Клімат у Кололі екваторіальний мусонний. Середньорічна температура становить +26 °C.

## Туризм
Кололі відоме своїми пляжами, де можна займатися дайвінгом, серфінгом, яхтингом, кататися на водних лижах та скутері.
Поблизу Кололі знаходиться невеликий лісовий парк Біджолі, у якому зберігаються в первозданному вигляді вологі мангрові ліси. У парку також вирощуються саджанці для відновлення лісів у районах, які постраждали від впливу людини.
У Кололі розвинене автобусне та поромне сполучення. 